# Экстрамен
«Экстрамен» (англ. The Extra Man) — комедия 2010 года по новелле Джонатана Эймса. Сценаристами и режиссёрами выступили Шэри Спрингер Бермэн и Роберт Пульчини. В главных ролях снялись Кевин Клайн, Пол Дано, Кэти Холмс и Джон Райли.

## Сюжет
Молодой драматург не может найти себя на поприще создания художественных произведений. В поисках жилья он сталкивается с Генри, который предлагает писателю зарабатывать на жизнь сопровождая состоятельных женщин Нью-Йорка. На новой работе герой и встречает свою любовь, 53-х летнюю племянницу миллиардерши...

## В ролях
- Кевин Клайн — Генри Гаррисон
- Пол Дано — Луис Айвз
- Кэти Холмс — Мэри Пауэлл
- Джон Райли — Гершон Грюн
- Патти Д'Арбанвилль — Кэтрин Харт
- Алисия Горансон — Сандра
- Мэриэн Селдес — Вивьен Кадлип
- Дэн Хедайя — Эриш
- Линн Коэн — Лоис Хубер

## Производство
Съёмки проходили в Нью-Йорке с февраля по апрель 2009. Премьера состоялась в 2010 на фестивале Сандэнс. 30 июля 2010 года фильм вышел в прокат в американских кинотеатрах.
Премьера в России состоялась 29 декабря 2011, прокатчик: Русский репортаж, релиз на DVD 25 июня 2012, Новый Диск.

## Критика
Фильм получил в основном смешанные и отрицательные отзывы. По классификации сайта Rotten Tomatoes рейтинг фильма 43 %, на IMDb 5.8 из 10.
Высокой оценки критиков удостоилась только игра Кевина Клайна: рецензент Rolling Stone Питер Траверс заявил, что исполнитель главной роли «даёт мастер-класс актёрского мастерства», а обозреватель Chicago Tribune Майкл Филлипс иронично заметил, что «фильм всеми силами старается не отставать от него».